# Francesco Baratta
Francesco Baratta, född cirka 1590 i Carrara, död 1666 i Rom, var en italiensk skulptör under barocken. Han var elev till Bernini.
Francesco Baratta har utfört högreliefen Den helige Franciskus extas (1642–1646) i Cappella Raimondi i kyrkan San Pietro in Montorio på Janiculum i Rom. Han skulpterade även Río de la Plata för Berninis Fontana dei Quattro Fiumi på Piazza Navona.

## Bilder
| - Den helige Franciskus extas (1642–1646), Cappella Raimondi, San Pietro in Montorio i Rom. - ”Rio de la Plata” på Fontana dei Quattro Fiumi på Piazza Navona i Rom. |

### Webbkällor
- Honour, Hugh (1963). ”BARATTA, Francesco”. Dizionario Biografico degli Italiani – Volume 5. Treccani. http://www.treccani.it/enciclopedia/francesco-baratta_(Dizionario-Biografico)/. Läst 22 september 2016.